# Migrena
Migréna ali migrénski glavobòl je ponavljajoči se paroksizmalni glavobol, navadno na eni strani, z navzeo (slabostjo), bruhanjem in senzoričnimi motnjam. Napad se začne z vazokonstrikcijo lobanjskih arterij, pogosto s senzoričnimi, največkrat vizualnimi simptomi, glavobol pa se pojavi, ko nastopi vazodilatacija arterij.
Migrena je ena najpogostejših oblik glavobola, ki ogroža približno 12 % odrasle populacije in je trikrat pogostejša pri ženskah.
Migrena ni enovit kliničen pojav in ločimo dve glavni različici:
- migreno z avro ali klasično migreno, ki se pojavlja v 80 %,
- migreno brez avre ali navadno migreno, ki se pojavlja v 15–18 %.

## Vzroki
Mehanizem nastanka migrene je še vedno slabo poznan. Šlo naj bi za nevrovaskularno (živčno-žilno) motnjo. Delovanje živčnih celic v osrednjem živčevju se pri migrenskem glavobolu spremeni; aktivirajo se jedra v možganskem deblu, možganska skorja se prekomerno vzdraži, pojavi se razširjajoča se kortikalna depresija, ob tem pa se aktivirajo tudi vnetni proseci v lobanjskih žilah in v trdi opni. Opisali so že več sprožilnih dejavnikov, ki lahko izzovejo napad migrenskega glavobola, na primer pitje rdečega vina, preskok obroka hrane, prekomerni aferentni dražljaji (na primer bliskajoča svetloba, močan vonj), spremembe vremena, pomanjkanje spanja, stres, hormonski dejavniki ... Močan sprožilni dejavnik je tudi nihanje hormona estrogena, zato se pri številnih bolnicah migrena prvič pojavi ob menarhi, se ojača v času menstruacije in se lahko poslabša v času menopavze.

## Zdravljenje
V nekaterih primerih so migrene redke in blage, tako da jih bolniki premagajo brez posebnega zdravljenja. Vendar pa se lahko migrena kaže tudi kot huda izčrpavajoča bolezen, ki v rednih razmikih povzroča nezmožnost bolnika in resno vpliva na njegovo kakovost življenja. Posledično je zdravljenje odvisno od pogostnosti, trajanja in stopnje napadov.
Uspešno zdravljenje obsega celovit individualni pristop k posameznemu bolniku in obsega vedenjsko terapijo, terapijo akutnega glavobola, preventivno terapijo in komplementarne metode zdravljenja.

### Akutni migrenski glavobol
Blagi do zmerni migrenski napadi se zdravijo s šibkimi analgetiki (nesteroidnimi protivnetnimi zdravili ali paracetamolom). Učinkovita so tudi zdravila z opioidnimi učinkovinami, kofeinom ali butalbitalom, vendar se jih lahko uporablja le kratek čas in obstaja tveganje za pojav kroničnega dnevnega glavobola. Pri bolnikih, pri katerih se blagi migrenski glavoboli običajno stopnjujejo v hujše glavobole, se uporabljajo triptani. Pri zelo hudih napadih je lahko učinkovito intravensko dajanje dihidroergotamina v kombinaciji z antiemetikom (zdravilom proti slabosti) iz skupine dopaminskih antagonistov.
Pri izbiri ustreznega protibolečinskega zdravljenja sta uveljavljena dva pristopa: stopenjska izbira zdravila in izbira zdravila po korakih. Pri stopenjski izbiri zdravnik izbere ustrezno protibolečinsko zdravilo na osnovi stopnjo prizadetosti bolnika, ki se določi na osnovi posebnega vprašalnika. Pri izbiri zdravila po korakih pa zdravnik najprej običajno začne z zdravljenjem z zdravilom iz skupine analgetikov ali nesteroidnih protivnetnih učinkovin, kombiniranega z antiemetikom. Če
zdravilo ni ustrezno, se zamenja z drugim zdravilom, dokler se ne izbere učinkovito.

### Meningitis
Meningitis je okužba tankih open oz. mening, ki prekrivajo hrbtenjačo in možgane. V velikem številu primerov nastane kot posledica zapleta pri bakterijski ali virusni okužbi, ki je nastala drugje v telesu, npr. v ušesih, obnosnih votlinah ali zgornjih dihalih. Bakterijski meningitis je lahko precej hudo stanje, pri katerem je potrebna nujna zdravniška oskrba. Če zdravljenje ni takojšnje, se lahko v nekaj urah konča s smrtjo ali zapusti trajne nevrološke okvare. Virusni meningitis v večini primerov poteka blažje; večina bolnikov okreva popolnoma brez posledic.
V razvitih državah trpi zaradi migrene najmanj ena od osmih odraslih oseb; pri ženskah je do trikrat pogostejša kot pri moških. Najpogostejša je med 25. in 40. letom starosti in 90 % bolnikov doživi prvi napad migrene pred štiridesetim letom. Pri 70 % bolnikov se migrena pojavlja v družini.